# آبورنی
آبورنی از پادشاهان نوباتیه بود که در حدود سال ۴۵۰ پس از میلاد به عنوان جانشین سیلکو حکومت کرد.
نام و نشان ابورنی از نامه ای که در قصر ابریم پیدا شده، معلوم است. این نامه به زبان یونانی ضعیفی نوشته شده بود که توسط پادشاه بلیمی‌ها، فونن، و پسرش، بریتک فیلارخ، خطاب به آبورنی ناکاسه و پسرانش و موسه‌ها نوشته شد. این جواب یک نامه گمشده است.